# Ob-Irtyska Rzeczna Flotylla Bojowa
Ob-Irtyska Rzeczna Flotylla Bojowa (ros. Обь-Иртышская речная боевая флотилия) – flotylla rzeczna białych działająca na rzekach Ob i Irtysz podczas wojny domowej w Rosji
Zaczątkiem flotylli był Oddział Statków Specjalnego Przeznaczenia dla Działań na Rzekach, operujący od 8 lipca 1919 r. na rzece Kamie. 2 sierpnia tego roku został rozformowany, a w jego miejsce została utworzona Obska Rzeczna Flotylla Bojowa. Miała ona działać na rzekach Ob, Irtysz, Towda, Toboł i mniejszych dopływach. W jej skład wchodził sztab dowódcy, 1 dywizjon (przeznaczony działań bojowych), 2 dywizjon (działania ochronne), służba łączności, warsztaty i baza flotylli. Oba dywizjony liczyły po 6 statków. Główna baza flotylli mieściła się w Tomsku. Dowódcą został kpt. 1 rangi P. P. Fieodosjew. Kadra oficerska składała się z oficerów morskich, służących wcześniej na statkach na Kamie. Zasilili ją też oficerowie i podoficerowie wojsk lądowych, szczególnie artylerii. Według stanu z 18 października flotylla liczyła 147 oficerów i 17 czinowników oraz prawdopodobnie ponad 1 tys. marynarzy i żołnierzy. Trzonem flotylli były zmobilizowane i uzbrojone statki parowe (parochody) w liczbie 15. Oprócz tego flotylla miała 2 kutry opancerzone („Барс” i „Тигр”), 11 kutrów i 1 barkę. W jej skład wchodził też oddział hydroplanów, bazujący na statku motorowym-bazie „Игорь”. 23 sierpnia 1919 r. doszło do powstania załogi na parochodzie „Иртыш”, który zatopił ogniem swoich dział parochod „Александр Невский”, a następnie przepłynął na pozycje bolszewickie. Działał odtąd pod nową nazwą „Спартак”. Flotylla uczestniczyła w działaniach bojowych od września 1919 r., wspomagając kontrnatarcie wojsk adm. Aleksandra W. Kołczaka wzdłuż Tobołu. Do jej zadań należało: zwalczanie artylerii przeciwnika, ochrona transportów po rzece, wspieranie własnych wojsk ogniem artyleryjskim, przewożenie oddziałów rzeką, działania rozpoznawcze. Ponadto załogi statków czasami uczestniczyły w walkach na lądzie. W międzyczasie doszło do jej przemianowania na Ob-Irtyską Rzeczną Flotyllę Bojową. Kampania trwała do końca października, po czym większość statków powróciła do Tomska. Po zajęciu miasta przez wojska bolszewickie 22 grudnia 1919 r., flotylla wpadła w ich ręce.